# Коко (пес)
Коко (англ. Koko; нар. 9 квітня 2005, Вікторія, Австралія — пом. 18 грудня 2012, Перт, Австралія) — австралійський пес-кіноактор, найбільш відомий за головною роллю у фільмі «Рудий пес» (англ. Red Dog).

## Життєпис
Пес народився в штаті Вікторія (Австралія). Довгий час був учасником численних конкурсів собак, часто їх виграючи.
У 2011 році на нього звернули увагу на кастингу драми Крива Стендерс «Рудий пес». Коко зіграв в картині роль вірного пса з шахтарського містечка, що вирушив у подорож в пошуках померлого господаря. Сюжет фільму був заснований на реальних подіях.
За досить добре втілення на екрані образу вірної собаки Коко був відзначений «Золотим нашийником» як найкращий собачий актор в категорії іноземних фільмів. Картина із зображенням Коко і кінопродюсера Нельсона Восса пензля знаменитого австралійського художника Адама Каллена виявилася серед фіналістів престижної премії в галузі мистецтва Archibald Prize-2012.

### Останні дні життя
У 2012 році пес був відправлений на пенсію через виявлення у нього гострої серцевої недостатності. Проте Коко продовжував брати участь в різних заходах, виставках та благодійних вечорах.
Коко помер від серцевої недостатності 18 грудня 2012 року в Перті, Західна Австралія. Йому було 7 років.